# Patty McCormack
Pour les articles homonymes, voir McCormack.
Patty McCormack, née Patricia Ellen Russo à Brooklyn, New York, le 21 août 1945 est une actrice americaine
Elle est la fille d’ Elizabeth (née McCormack), une patineuse professionnelle et Frank Russo, un pompier. Elle fréquenta le lycée de New Utrecht à Brooklyn. Elle est la tante de l’acteur et législateur de New York City Alfred Cerullo. 
Elle fut un modèle dès l’âge de quatre ans et commença à apparaître à la télévision à 7 ans. Elle fit ses débuts sur le grand écran dans Two Gals and a Guy (1951) et apparut dans la série télévisée Mama avec Peggy Wood de 1953 à 1956. Elle fit ses débuts sur Broadway dans Touchstone (1953), et l’année suivante, elle créa le rôle de Rhoda Penmark, une psychopathe de 8 ans et tueuse en série en puissance, dans la version théâtrale originale de la pièce de Maxwell Anderson, The Bad Seed (1954) avec Nancy Kelly. Elle fut nommée pour un Oscar de la meilleure actrice dans un second rôle pour sa prestation dans la version cinématographique (1956). Elle créa le rôle d’Helen Keller dans la production originale de 1957, diffusée sur Playhouse 90, de la pièce de William Gibson, The Miracle Worker face à Teresa Wright. 
En 1957, elle fut castée par Orson Welles dans l’adaptation cinématographique de Don Quichotte, mais le tournage dut être abandonné pour des raisons budgétaires et le film ne fut jamais complété entièrement. Quand une version fut diffusée en 1992, quelques années après la mort d’Orson Welles, elle ne comprenait aucune scène de Patty McCormack, bien qu’elle étaient centrales pour l’intrigue. En 1959 elle parut dans un épisode de One Step Beyond intitulé "Make Me Not a Witch". En 1958 elle décrocha le rôle d’une enfant star choyée dans la comédie Kathy O et enregistra la chanson du générique pour Dot Records. Patty McCormack fut brièvement la vedette de sa propre série, Peck's Bad Girl, avec Marsha Hunt et Wendell Corey en 1959, et décrocha le principal rôle dans le remake de la MGM, The Adventures of Huckleberry Finn avec Eddie Hodges. Au début des années 1960, elle fut la vedette de séries populaires mettant en scène des jeunes délinquants, dont The Explosive Generation avec William Shatner et The Young Runaways. En 1962, elle incarna Julie dans un épisode de Rawhide intitulé "Episode of the Wolves";elle apparut de nouveau dans la série l’année suivante, y interprétant le rôle de Sarah Higgins dans l’épisode "Incident at Paradise". 
Après une demi-douzaine de rôles d’adolescentes durant les années 1960, sa carrière cinématographique déclina inexorablement mais elle continua à bosser à la télévision. En 1970, elle interpréta le rôle de Linda Warren dans le soap opera The Best of Everything. Elle fut une guest star de Les rues de San Francisco, lors d’un épisode de la seconde saison intitulé "Blockade". Elle interpréta aussi un personnel médical de San Francisco dans deux épisodes de la 7ème saison d’Emergency! Intitulés "What's a Nice Girl Like You Doing...?" et "The Convention". Elle réapparut sur le grand écran avec Bug en 1975. 
Patty McCormack endossa plusieurs rôles récurrents dans des séries populaires dont Dallas, Arabesque et The Sopranos. Patty McCormack incarna aussi le personnage d’Anne Brookes, l’épouse de Jeffrey P. Brookes III (interprété par Jeffrey Tambor dans la série The Ropers, uneséquelle de Three's Company avec Norman Fell et Audra Lindley, de 1979 à 1980. Quand Kathryn Hays quitta le soap opera, As the World Turns pendant une longue période, Patty McCormack accepta de la remplacer jusqu’à son retour. Elle incarna une mère psychotique dans le thriller culte Mommy et séquelle de 1997,l Mommy 2: Mommy's Day. En 2008, Patty McCormack interpréta la Première Dame, Pat Nixon dans le film Frost/Nixon, l’heure de vérité. Patty McCormack continue à travailler régulièrement et fut la costar en 2012 de la série Have You Met Miss Jones? En 2017 elle fit une apparition dans Chicanery et fut en 2013 la guest star d’un épisode de Hart of Dixie. Son rôle le plus notable récemment fut celui qu’elle endossa dans le film de Paul Thomas Anderson, The Master. 
En avril 2018, on annonça que Patty McCormack allait rejoindre la distribution de General Hospital pour temporairement remplacer Leslie Charleson, victime d’une chute, dans le rôle de Monica Quartermaine. En septembre 2018, Patty McCormack incarna le Dr. March, la pédopsychiatre consultée dans le remake de 2018 de The Bad Seed. 
Patty McCormack fut nommée pour un oscar de la meilleure actrice dans un second rôle et un Golden Globe de la meilleure actrice dans un second rôle pour The Bad Seed. En 1956, elle reçut le Milky Way "Gold Star Award" comme l’actrice juvénile la plus étonnante. 
Elle reçut son étoile sur le Hollywood Walk of Fame au 6312 Hollywood Boulevard. Elle reçut son étoile en 1960 à l’âge de 15 ans, ce qui en fit la plus jeune actrice honorée sur le Walk
Vie privée
Elle épousa le restaurateur Bob Catania en 1967, et le couple eut deux enfants avant que leur mariage ne périclite en 1973

## Filmographie

### Cinéma
- 1951 : Two Gals and a Guy : Fay Oliver
- 1951 : Si l'on mariait papa (Here Comes the Groom) de Frank Capra : Une orpheline
- 1956 : La Mauvaise Graine (The Bad Seed) de Mervyn LeRoy : Rhoda Penmark
- 1957 : La Reine des neiges de Lev Atamanov : Angel, la voleuse
- 1957 : La Bourrasque (All Mine to Give) : Annabelle Eunson
- 1958 : Kathy O' : Kathy O'Rourke
- 1960 : Les Aventuriers du fleuve (The Adventures of Huckleberry Finn), de Michael Curtiz : Joanna Wilkes
- 1961 : The Explosive Generation (en) de Buzz Kulik : Janet Sommers
- 1962 : Jacktown : Margaret
- 1968 : Maryjane (en) de Maury Dexter : Susan Hoffman
- 1968 : Les anges en mini-jupe (The Mini-Skirt Mob) : Edie
- 1968 : The Young Runaways (en) : Deannie Donford
- 1969 : The Young Animals (en) de Maury Dexter  : Janet
- 1975 : Les Insectes de feu (Bug) de Jeannot Szwarc : Sylvia Ross
- 1987 : Private Road: No Trepassing : Alice Wilson
- 1988 : Saturday the 14th Strikes Back : Kate Baxter
- 1995 : Mommy : Mommy
- 1997 : Mommy's Day : Mme Sterling
- 2000 : The Silencing, de Leslie Rogers : Betty
- 2001 : Un si long chemin (Choosing Matthias) : Mme Leonard
- 2001 : The Medicine Show : Janice Piegi
- 2003 : La Maison de l'Étrange (Inhabited) : Olivia Hagen
- 2003 : The Silvergleam Whistle : la manageuse du môtel
- 2003 : The Kiss : Priscilla Standhope
- 2004 : Target : Maysie
- 2004 : L'Écorché (Shallow Ground) de Sheldon Wilson : Helen Reedy
- 2005 : Heart of the Beholder : Helen
- 2006 : Les mangeurs d'âmes (Left in Darkness) : une grand-mère
- 2007 : In the Wall : Dolores
- 2007 : Psycho Hillbilly Cabin Massacre : Ma
- 2008 : Frost/Nixon de Ron Howard : Pat Nixon
- 2008 : A Christmas Proposal : Maggie
- 2011 : Soda Springs : Beth
- 2011 : 2ND Take : Estelle
- 2012 : Samaritan : Grandma Confer
- 2012 : The Master

### Courts-métrages
- 1989 : The Flamingo Kid : Mme Brody
- 2000 : The Silencing : Betty
- 2003 : The Silvergleam Whistle : Motel Manager
- 2007 : In the Wall : Dolores
- 2007 : Psycho Hillbilly Cabin Massacre! : Ma
- 2012 : Have You Met Miss Jones? : Connie Campolitarro
- 2014 : Atwill Web Series : Joanie Carvell
- 2020 : Shortly to Go : Sandy

### Télévision

#### Séries télévisées
- 1949 et 1956 : Mama : Cousin Ingeborg / Ingeborg
- 1953 : Willys Theatre Presenting Ben Hecht's Tales of the City
- 1953 : The Revlon Mirror Theater (saison 1, épisode 9)
- 1953, 1957-1958 : Kraft Television Theatre : Jeannie
- 1954 : The Mask (saison 1, épisode 3)
- 1954 : Campbell Playhouse (saison 2, épisodes 28 & 32)
- 1954 : The Web (saison 4, épisode 21)
- 1954 : The Motorola Television Hour (saison 1, épisode 15) : Ginny Mitchell
- 1954 : Armstrong Circle Theatre (saison 5, épisode 3) : Judy
- 1954 : The Philco Television Playhouse (saison 6, épisode 19) : Dovie
- 1954 et 1959 : The United States Steel Hour (en) : Rachel Sullivan
- 1955 : Casablanca (saison 1, épisode 5)
- 1956 : Climax! (saison 2, épisode 25) : Lovejoy Mason
- 1957 : Cavalcade of America (en) (saison 5, épisode 23) : Trudy Marshall
- 1957-1958 : Studio 57 (saison 4, épisodes 6 & 21)
- 1957-1958 : Matinee Theater (épisodes 2x132 & 3x202) : Lucy Smith
- 1957-1959 : Playhouse 90 : Helen Keller / Toby Green / Jane / Mahala May / Ketti Doner
- 1958 : Goodyear Theatre (saison 2, épisode 1) : Gussie
- 1958 : La Grande Caravane (Wagon Train) (saison 2, épisode 12) : Mary Ellen Thomas
- 1959 : Peck's Bad Girl : Torey Peck
- 1959 : One Step Beyond (saison 2, épisode 14) : Emmy Horvath
- 1960 : Les Aventuriers du Far West (Death Valley Days) (saison 9, épisode 12) : Virginia Reed
- 1960 : The Chevy Mystery Show (saison 1, épisode 3) : Dotty Halsey
- 1960-1961 : Route 66 (épisodes 1x01 / 1x18) : Jenny Slade / Jan
- 1962 : Le Gant de velours (The New Breed) (saison 1, épisode 29) : Karen Kegler
- 1962 : Young Dr. Malone : Lisha Steele #4
- 1962-1963 : Rawhide (épisodes 5x08 / 6x05) : Julie Cannon / Sarah Higgins
- 1963 : The Doctors : Student Nurse
- 1964 : The Farmer's Daughter (en) (saison 1, épisode 18) : Helga
- 1968 : Les Mystères de l'Ouest (The Wild Wild West) (saison 3, épisode 20 : La Nuit de la Mort masquée) de Mike Moder : Betsy
- 1969 : Ranch L (Lancer) (saison 1, épisode 24) : Pearl Sickles
- 1970 : The Best of Everything : Linda Warren
- 1972 : O'Hara, U.S. Treasury (saison 1, épisode 18) : Gilda Julian
- 1972, 1978-1979 : Emergency! : Janet Caldwell / Gail
- 1974 : Police Story (saison 1, épisode 11) : Marie Hall
- 1974 : Barnaby Jones (saison 2, épisode 23) : Angie McClaine
- 1974 : Wild World Mystery : Tanya
- 1974 : Les Rues de San Francisco (The Streets of San Francisco) (saison 2, épisode 17 : Blockade) : Jill Cameron Lawrence
- 1974 : Le Justicier (en) (saison 1, épisode 9) : Doris Brady
- 1974-1975 : Docteur Marcus Welby (Marcus Welby M.D.) (épisodes 6x01 / 7x05) : Marilyn Bryson / Dr Newman
- 1975 : Cannon (saison 4, épisode 15) : Linda Halsey
- 1975 : Mobile One (saison 1, épisode 2)
- 1975-1976 : As the World Turns : Kim Sullivan Reynolds Stewart Andropoulos Hughes
- 1978 : La croisière s'amuse (The Love Boat) (saison 2, épisode 11) : Beth Donovan
- 1979 : Friends (saison 1, épisode 1) : Vanessa
- 1979 : L'Île fantastique (Fantasy Island) (saison 3, épisode 12) : Marg Atkins
- 1979-1980 : The Ropers : Anne Brookes
- 1981-1982 : Dallas (saison 5, épisodes 11, 17 & 18) : Evelyn Michaelson
- 1982 : Magnum (saison 3, épisode 7) : Carol Baldwin
- 1984 : Hôtel (saison 1, épisode 17) : Paula
- 1984 : Les Enquêtes de Remington Steele (saison 3, épisode 4) : Vera Woodman
- 1984 : Partners in Crime (saison 1, épisode 10) : Irene
- 1986 : Commando sur Téhéran (On Wings of Eagles) : Liz Coburn
- 1986 : Mr. Sunshine (saison 1, épisode 11) : Ellen
- 1987 : The Law and Harry McGraw (saison 1, épisode 9) : Gloria Billings
- 1987 : Second Chance (saison 1, épisode 6) : Wendy Worth
- 1987-1988 : Arabesque (Murder She Wrote) (épisodes 3x19 / 5x06) : Lana Whitman / Det. Kathleen Chadwick
- 1988 : Sois prof et tais-toi ! (Head of the Class) (saison 2, épisode 16) : Madeline Cardian
- 1989 : Les Nouvelles Aventures de Lassie (The New Lassie) (saison 1, épisode 8) : Kathleen Squires
- 1989 : Freddy, le cauchemar de vos nuits (Freddy's Nightmares) (saison 2, épisode 4) : Estonia Adler
- 1990 : Docteur Doogie (Doogie Howser, M.D.) (saison 2, épisode 13) : Marge Lester
- 1992 : La Maison en folie (Empty Nest) (saison 4, épisode 16) : Fran
- 1997 : Alerte à Malibu (Baywatch) (saison 7, épisode 19) : Rose O'Hara
- 2000 : Urgences (ER) (saison 6, épisode 17) : Mme Dyer
- 2000, 2002, 2004 et 2006 : Les Soprano : Liz La Cerva
- 2001 : Associées pour la loi (Family Law) (saison 2, épisode 22) : Monica Whitman
- 2003-2004 : Skin : Irene
- 2004 : The D.A. (saison 1, épisode 3) : Jeanie Carlson
- 2004 : Cold Case (saison 1, épisode 20) : Mavis Breen
- 2005 : New York Police Blues (NYPD Blues) (saison 12, épisode 20) : Jeannie Wyatt
- 2005 : Grey's Anatomy (saison 1, épisode 9) : Rebecca Franklin
- 2005 : Entourage (saison 2, épisode 3) : Realtor
- 2005 : Esprits criminels (Criminal Minds) (saison 1, épisode 4) : Marcia Gordon
- 2006 : What About Brian (saison 2, épisode 9) : Lillian
- 2007 : Dossier Smith (Smith) (saison 1, épisode 6) : Tracy Breen
- 2008 : Shark (saison 2, épisode 13) : Mary Belkin
- 2008 : South of Nowhere (saison 3, épisode 10) : Mary Spencer
- 2009 : Private Practice (saison 2, épisode 12) : Cynthia
- 2009 : Greek (saison 2, épisodes 11 & 15) : Joan
- 2010 : Desperate Housewives (saison 6, épisode 23) : Teresa Pruitt
- 2012 : Suspect numéro un New York (saison 1, épisode 13) : Lillian Duffy
- 2012 : GCB (saison 1, épisode 2) : Chessy
- 2012 : Supernatural (saison 8, épisode 3) : Eleanor Holmes / Betsy
- 2012 : Scandal (saison 2, épisode 7) : Anne Pierce
- 2012-2013 : Have You Met Miss Jones (7 épisodes) : Connie Campolotarro
- 2013-2015 : Hart of Dixie (saison 3, épisodes 8 & 22, saison 4, épisodes 9 & 10) : Sylvie Stephens-Wilkes
- 2017 : The Ranch (saison 2, épisode 8) : Charlene
- 2017 : Atwill at Large (saison 1, épisodes 2, 3 & 5) : Joanie Carvell
- 2017 : Chance (saison 2, épisode 4) : Amy Debbs
- 2017 : Stan Against Evil (saison 2, épisode 5) : Priscilla Atherton
- 2018 : Hôpital central : Dr Monica Quartermaine
- 2020 : Hawaii 5-0 (saison 10, épisode 20) : Tabitha May
- 2020 : Dirty John (saison 2, épisode 5) : Dr Margot Hayes

#### Téléfilms
- 1983 : Équipe de nuit (Night Partners) de Noel Nosseck : Sophie Metzman
- 1984 : Invitation en enfer (Invitation to Hell) de Wes Craven : Mary Peterson
- 1985 : Answers de George Schaefer : Mandy Morgan
- 1999 : Morsures mortelles (Silent Predators) de Noel Nosseck : Vera Conrad
- 2001 : Acceptable Risk de William A. Graham : Lois
- 2005 : Roman noir: photos de famille (Mystery Woman: Snapshot) : Barbara Sommers
- 2005 : La Rose noire (Gone But Not Forgotten) d'Armand Mastroianni : Andrea Hammerhill
- 2008 : Romance de Noël (A Christmas Proposal) de Michael Feifer : Maggie
- 2009 : L'Amour aux deux visages (Citizen Jane) d'Armand Mastroianni : tante Gertrude
- 2010 : La Fille de l'ascenseur (Elevator Girl) de Bradford May : Rosemary
- 2017 : La reine de la déco (A Moving Romance) de W.D. Hogan : Mme Norrell
- 2018 : The Bad Seed de Rob Lowe : Dr March
- 2019 : Le calendrier secret de Noël (Christmas in Evergreen: Tidings of Joy) de Sean McNamara : Nan Baxter